# Парламентские выборы в Узбекистане (1994—1995)
Выборы в однопалатный Олий Мажлис Республики Узбекистан первого созыва (250 мест) состоялись 25 декабря 1994 года. В 39 избирательных округах второй тур выборов состоялся 8 января 1995 года, а в ещё семи округах — 22 января 1995 года. Выборы проходили на основании новой Конституции Республики Узбекистан, которая была принята 8 декабря 1992 года. На выборах было выдвинуто 634 кандидата: из них 250 — выдвинуты местными советами, 243 — члены Народно-демократической партии Узбекистана (НДПУ), 141 — члены партии «Ватан тараккиёти» (Прогресс отечества).
Явка на выборах составила 93,6 % (проголосовало 10 млн 592 тыс. 896 человек). По итогам выборов, большинство мест в Олий Мажлисе получили кандидаты из местных советов (около 120 из них были при этом членами НДПУ), а собственно члены НДПУ получили 69 мест в новом парламенте Узбекистана, став таким образом правящей партией в Узбекистане. Партия «Ватан тараккиёти» смогла получить 14 мест, став парламентской («легальной») оппозицией, хотя поддерживала в общих чертах НДПУ. Отличительной особенностью программы партии «Ватан тараккиёти» от программы НДПУ являлось «экономические реформы в более быстрых темпах».
За выборами следили иностранные наблюдатели, которые дали выборам неоднозначную оценку. На выборы не были допущены две реально существующих оппозиционных партий, официальная регистрация которых была отменена в Узбекистане — демократическая партия «Эрк» и партия «Бирлик». После выборов, президент Узбекистана Ислам Каримов призвал депутатов и избирателей к выражению «более разных взглядов в политике страны». 23 сентября 1994 года также состоялись выборы в органы местного самоуправления на областном и районном уровнях, где также были допущены только члены НДПУ и «Ватан тараккиёти».